# Saint-Point-Lac
Saint-Point-Lac è un comune francese di 287 abitanti situato nel dipartimento del Doubs nella regione della Borgogna-Franca Contea.

## Società

### Evoluzione demografica
Abitanti censiti